# Pomigliano d’Arco
Pomigliano d’Arco város (comune) Olaszország Campania régiójában, Nápoly megyében.

## Fekvése
Nápolytól északkeletre fekszik. Határai: Acerra, Casalnuovo di Napoli, Castello di Cisterna, Sant’Anastasia és Somma Vesuviana.

## Története
Pomigliano d’Arco a második pun háború után jött létre római katonai bázisként. A Pomigliano nevét az alapító gens Pomelia nemzetség után kapta. A római időkben Pomelianum név alatt volt ismert. Az ad Arco megnevezést a 18. században kapta, az akkor még látható római vízvezetéknek köszönhetően. A Nyugatrómai Birodalom bukása után előbb a bizánciak, majd a longobárdok foglalták el, később a Nápolyi Királyság részévé vált. A középkor során lakói teljes szegénységben éltek kiszolgáltatva a helyi nemesség és klérus segítségeinek. 1887-ben nyerte el függetlenségét és ekkor indult meg az ipar betelepedése. A fasiszta uralom alatt egy repülőteret is építettek, aminek következtében a második világháború bombázásainak elsődleges célpontjává vált. Noha a második világháborút követő gazdasági válság során számos ipari létesítményt bezártak, mégis Nápoly környékének egyik legfejlettebb ipari települése maradt. Itt van a Fiat és Alfa Romeo gépkocsigyártó nagyvállalatoknak, valamint az Alenia Aeronautica e Avio repüléstechnikával foglalkozó cégnek a szerelőüzeme.

## Népessége
A népesség számának alakulása:

## Főbb látnivalói
- San Pietro-templom
- Santa Maria del Carmine-templom
- San Felice in Pincis-templom
- Madonna delle Grazie-templom
- Imbriani Poerio-kápolna
- Torre dell’Orologio

## Közlekedés
A település vasútállomásai:
- Stazione di Parco Piemonte
- Stazione di Pomigliano d’Arco
- Stazione di Pratola Ponte

## A városban született
- Ludovico Romano(wd) (1853–1933), építész
- Giovanni Leone (1908–2001), az Olaszország Köztársaság elnöke 1971 és 1978 között
- Felice Pirozzi(wd) (1908–1975), érsek és szent szék diplomatája
- Salvatore Piscicelli(wd) (1948–2024), filmkritikus, rendező, író és forgatókönyvíró
- Vincenzo Montella (* 1974), labdarúgó
- Felice Piccolo(wd) (* 1983), labdarúgó